# D.F.C. in het seizoen 1962/63
Het seizoen 1962/1963 was het negende jaar in het bestaan van de Dordtse betaaldvoetbalclub D.F.C.. De club kwam uit in de Tweede divisie B en eindigde daarin op de zesde plaats. Tevens deed de club mee aan het toernooi om de KNVB beker, hierin werd in de vierde ronde verloren van N.E.C. (1–3).

## Wedstrijdstatistieken

### Tweede divisie B
|       | Baronie | BVV   | EDO   | 't Gooi | Haarlem | Helmondia '55 | Hermes DVS | Hilversum | HVC   | LONGA | NOAD  | PEC   | RCH   | SVV   | Wilhelmina | Xerxes |
| ----- | ------- | ----- | ----- | ------- | ------- | ------------- | ---------- | --------- | ----- | ----- | ----- | ----- | ----- | ----- | ---------- | ------ |
| Thuis | 2 – 1   | 2 – 0 | 4 – 0 | 1 – 0   | 3 – 0   | 1 – 1         | 0 – 1      | 2 – 3     | 2 – 0 | 1 – 3 | 3 – 1 | 6 – 0 | 4 – 0 | 3 – 2 | 2 – 3      | 1 – 0  |
| Uit   | 3 – 2   | 0 – 1 | 0 – 0 | 2 – 0   | 2 – 3   | 1 – 0         | 0 – 1      | 2 – 0     | 4 – 0 | 2 – 3 | 0 – 0 | 4 – 1 | 5 – 0 | 1 – 1 | 0 – 3      | 1 – 0  |

### KNVB beker
| 1e ronde                                         | D.F.C.                                                      | 2 – 1 (0 – 0) | Quick Nijmegen      |
| 13 oktober 1962 Plaats: Dordrecht Krommedijk     | Leen de Visser 48', 58'                                     |               | 53' Pieter Vonk     |
| 2e ronde                                         | D.F.C.                                                      | 4 – 0 (0 – 0) | Hilversum           |
| 16 december 1962 Plaats: Dordrecht Krommedijk    | Wim de Kreek Hans de Vos –', –' Leen de Visser              |               |                     |
| 3e ronde                                         | D.F.C.                                                      | 1 – 0 (0 – 0) | DOS                 |
| 30 april 1963 Plaats: Dordrecht Krommedijk       | Joop van Linstee 84'                                        |               |                     |
| 4e ronde                                         | N.E.C.                                                      | 3 – 1 (2 – 1) | D.F.C.              |
| 26 december 1957 Plaats: Nijmegen Goffertstadion | Frans Stallen 38' (pen.) Hans Verhagen 44' Cor Smulders 68' |               | 1' Joop van Linstee |

## Statistieken D.F.C. 1962/1963

### Eindstand D.F.C. in de Nederlandse Tweede divisie B 1962 / 1963
| Stand | Gespeeld | Gewonnen | Gelijk | Verloren | Punten | Doelpunten voor | Doelpunten tegen |
| ----- | -------- | -------- | ------ | -------- | ------ | --------------- | ---------------- |
| 6e    | 32       | 16       | 4      | 12       | 36     | 52              | 42               |

### Topscorers
| #              | Naam                   | Goal |
| -------------- | ---------------------- | ---- |
| 1.             | Jan Klijnjan           | 15   |
| 2.             | Fons van Rosmalen      |      |
| 2.             | Hans de Vos            |      |
| 4.             | Wim de Kreek           | 8    |
| 5.             | Leen de Visser         | 4    |
| 6.             | Jan van Sluijsdam      | 3    |
| 7.             | Dick de Boeff          | 1    |
| 7.             | Adrie van Dongen       | 1    |
| 7.             | Joop van Linstee       | 1    |
| Eigen doelpunt |                        |      |
| 1.             | Gerard Duwel (Haarlem) | 1    |
| Totaal         | Totaal                 | 52   |

| #      | Naam             | Goal |
| ------ | ---------------- | ---- |
| 1.     | Leen de Visser   | 3    |
| 2.     | Joop van Linstee | 2    |
| 3.     | Wim de Kreek     | 1    |
| 3.     | Hans de Vos      | 1    |
| Totaal | Totaal           | 7    |